# Hartmut Hegeler
Pour les articles homonymes, voir Hegeler.
Hartmut Hegeler (né le 11 juin 1946 à Brême en Allemagne) est un pasteur allemand, théologien de l'Église protestante de Westphalie et un écrivain. Il s'est engagé en faveur de la réhabilitation des victimes des procès en sorcellerie qui ont atteint leur apogée au début du XVIIe siècle en Europe.

## Biographie
Hartmut Hegeler a suivi sa scolarité à Bielefeld, en Allemagne, et l'a poursuivie dans le cadre d'un programme d'échange à la Senior High School de Renton, dans l'Etat de Washington aux États-Unis en 1964. Il a étudié la théologie à Béthel, à l'université de Marbourg et à l'université de Heidelberg en Allemagne. Comme vicaire de l'Église protestante de Westphalie, il a travaillé en Inde, puis, devenu pasteur, il a été en poste à Recklinghausen. De 1974 à 1976, il a travaillé dans le domaine de l'aide au développement au Yémen du Nord. De 1976 à 1982, il a été pasteur en paroisse à Dortmund, avant de devenir aumônier et enseignant de l'enseignement religieux dans un collège de formation professionnelle à Unna, en Rhénanie-du-Nord-Westphalie, où il a pris sa retraite en 2010.
Les questions posées par ses élèves en 2001 sur la persécution des sorcières l'ont conduit à se lancer dans des études approfondies sur ce sujet. Il a depuis publié des livres et donné des conférences à ce propos. Il s'est engagé  pour la réhabilitation des victimes des procès en sorcellerie, afin que leur dignité humaine et de chrétiens leur soit restituée. Des lieux de mémoire devraient témoigner de leur triste sort. Les médias ont souvent rendu compte de ses activités,,,,,,.

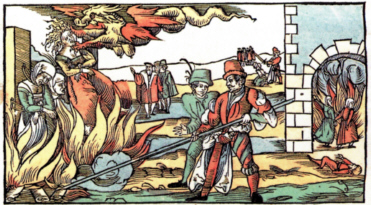
procès en sorcellerie

Il a recherché et répertorié les endroits associés à la chasse aux sorcières o l'on peut rendre hommage aux victimes.

## Liste des œuvres
- Hartmut Hegeler: Anton Praetorius, Kämpfer gegen Hexenprozesse und Folter. Unna 2002,  (ISBN 3980896943), sa vie et son œuvre (en allemand)
- Hartmut Hegeler und Stefan Wiltschko: Anton Praetorius und das 1. Große Fass von Heidelberg. Unna 2003,  (ISBN 3980896900) (description sur le plus grand fut du château de Heidelberg, en allemand)
- Anton Praetorius, De Sacrosanctis Sacramentis novi foederis Jesu Christi, Eine reformatorische Sakramentenlehre von 1602 über die hochheiligen Sakramente des Neuen Bundes Jesu Christi. Lateinische Originalschrift, verfasst in Laudenbach. Herausgegeben und übersetzt von Burghard Schmanck, mit einer Einführung von Hartmut Hegeler, Bautz Verlag, Nordhausen 2010,  (ISBN 978-3-88309-550-9), 660 pages (en latin et allemand)